# Ніка (кінопремія)
Кінопремія «Ніка» — національна кінематографічна премія, заснована Російською академією кінематографічних мистецтв «Ніка» у 1987 році, секретаріатом Союзу кінематографістів СРСР. Засновник та художній керівник премії — Юлій Гусман.

## Нагородження
Спочатку нагорода присуджувалася за підсумками демократичного голосування, в якому брали участь всі члени Союзу кінематографістів. З початку 1990-х років переможці визначаються шляхом таємного голосування членів Академії кінематографічних мистецтв, в яку входять представники всіх кінематографічних спеціальностей, делеговані регіональними відділеннями Спілки кінематографістів Росії.
З середини 1990-х років по 2002 рік і у 2012 році телевізійна трансляція премії відбувалася на Першому каналі, у 2003—2005 рр. – на НТВ, наприкінці 2000-х – на СТС.
Першим президентом Російської Академії кінематографічних мистецтв «Ніка» був сценарист, драматург Віктор Мережко. З 2001 року посаду президента займав кінорежисер Ельдар Рязанов, у 2007 році його змінив актор Олексій Баталов. В 2013 році новим президентом було обрано режисера Андрія Кончаловського.
Віце-президенти Академії:
- Вадим Абдрашитов
- Рустам Ібрагімбеков
- Павло Фінн

До ради Академії входять керівники секцій:
- режисури — Павло Чухрай
- драматургів — Олександр Міндадзе
- операторів — Вадим Алісов
- композиторів — Максим Дунаєвський
- аніматорів — Гаррі Бардін
- акторів — Леонід Ярмольник
- продюсерів — Володимир Досталь
- кінознавців і кінокритиків — Армен Медведєв
- науки і освіти — Іван Преображенський
- звукорежисерів — Олександр Хасін

а також:
- Почесний член Ради — Ельдар Рязанов
- Почесний член Ради — Віктор Мережко
- Художній керівник — Юлій Гусман
- Директор АНОК «Ніка» — Ігор Шабдурасулов

## Статуетка «Ніка»
Статуетка, створена скульптором Сергієм Микульським, не відразу стала «Нікою». Було багато варіацій назв, скульптуру навіть жартома пропонували охрестити як «Крила Рад», але зупинилися на імені героїні легендарного фільму Михайла Калатозова «Летять журавлі» — Ніці. Бронзова фігурка граціозної дівчини з крилами за спиною стала таким же символом перемоги, як і давньогрецька богиня Ніка. Статуетки «Ніки» роблять вручну з бронзи, а потім покривають позолотою.

## Номінації
- Найкращий ігровий фільм
- Найкращий документальний фільм (1988-1995)
- Найкращий науково-популярний фільм (1988-1995)
- Найкращий неігровий фільм (з 1996 року)
- Найкращий анімаційний фільм
- Найкращий фільм країн СНД і Балтії
- Найкраща режисерська робота
- Найкраща сценарна робота
- Найкраща операторська робота
- Найкраща музика до фільму
- Найкраща робота звукорежисера
- Найкраща робота художника
- Найкраща робота художника по костюмах
- Найкраща чоловіча роль
- Найкраща жіноча роль
- Найкраща роль другого плану (1988-2001)
- Найкраща чоловіча роль другого плану (з 2002 року)
- Найкраща жіноча роль другого плану (з 2002 року)
- Премія «Ніка» «Честь і гідність»
- Премія «Ніка» «Відкриття року» (вручається з 2002 року)
- «За внесок в кінематографічні науки, критику і освіту»
- Спеціальний приз Ради Академії «За видатний внесок у російський кінематограф» (вручається з 2007 року)
- Спеціальний приз Ради Академії «За творчі досягнення в мистецтві телевізійного кінематографа» (вручається з 2005 року)

## Цікаві факти
- Премією «Ніка» за «Найкращий фільм» нагороджуються режисери та продюсери.
- Лише три неросійськомовні фільми отримували головну нагороду за «Найкращий фільм»: «Монгол», «Ашик-керіб» і «Фауст». Режисерами цих фільмів були радянські та російські режисери: Сергій Бодров-ст., Сергій Параджанов і Олександр Сокуров.
- Засновником, художнім керівником премії та ведучим церемонії є Юлій Гусман.
- 6 березня 2013 року Російська академія кінематографічних мистецтв ухвалила рішення присвоїти нагороді ім'я Олексія Германа-старшого «За видатний внесок у вітчизняний кінематограф».
- Відповідно до чинного регламенту «Ніки» автор має право офіційно відмовитися від участі в конкурсі. У 2008 році кіноакадеміки отримали такий лист від режисера Микити Михалкова з проханням не висувати на здобуття премії його картину «12» в номінаціях «Найкращий фільм» і «Найкраща режисура» та фільм режисера Володимира Хотиненка «1612» в номінації «Найкращий фільм». Також від участі в боротьбі за володіння премією на особисте прохання відмовився Олександр Сокуров з фільмом «Олександра».

## Незвичайні рекорди
Станом на 2016 рік.
- Фільми-лауреати:
  - 7 — «Телець», «Орда», «Важко бути богом»;
  - 6 — «Покаяння», «Небеса обітовані», «Острів», «Монгол», «Жила-була одна баба»;
  - 5 — «Злодій», «Свої», «Географ глобус пропив».
- Фільми-номінанти:
  - 11 — «Орда», «Левіафан»;
  - 10 — «Злодій», «Барак», «Важко бути богом»;
  - 9 — «Хрустальов, машину!», «Телець», «Водій для Віри», «Край (фільм)», «Жила-була одна баба»;
  - 8 — «Мусульманин», «Щоденник його дружини», «Свої», «Настроювач», «Паперовий солдат», «Дике поле», «Стиляги», «Брестська фортеця», «Фауст», «Географ глобус пропив».

Примітка: Чотири рази на премію номінувався (1 — 2006, 1 — 2007, 2 — 2010) мультиплікаційний серіал «Гора самоцвітів», але в 2006 році в рамках однієї номінації номінувалася відразу 8 серій проєкту, в 2010 році 2 серії, але вже в рамках окремих номінацій (у 2007 році одна серія в одній номінації). Таким чином, умовно проєкт «Гора самоцвітів» номінувався на премію 11 разів.
З кінодіячів найбільше премій «Ніка» завоювали:
- Кінооператор Юрій Клименко — 5 (1999, 2001, 2006, 2011, 2015): за фільми «Му-му», «Щоденник його дружини», «Космос як передчуття», «Край», «Важко бути богом».
- Режисер Олександр Сокуров — 5: в категоріях «Найкращий фільм», «Найкращий режисер» і «Найкраща операторська робота» за фільм «Телець», а також в категоріях «Найкращий фільм» і «Найкращий режисер» за фільм «Фауст».
- Актор Сергій Гармаш — 4: 2 — в категорії «Найкращий актор» («12» і «Дім») і в двох номінаціях «Найкращий актор другого плану» («Мій зведений брат Франкенштейн» і «Ніжний вік»).
- Акторка Ніна Русланова — 4. В категорії «Найкраща акторка» в 1988 році відразу за три фільми («Короткі зустрічі», «Завтра була війна», і «Знак біди») і в 2011-му за «Китайську бабусю», і в двох номінаціях «найкраща акторка другого плану» («Смиренний цвинтар» і «Настроювач»).

## Лауреати 2016 року
- Основна стаття: Ніка (кінопремія, 2016)
- Найкращий ігровий фільм — «Милий Ханс, дорогий Петро» реж. Олександр Міндадзе
- Найкраща чоловіча роль — Данило Козловський, «Духless 2» і Олексанр Яценко «Інсайт»
- Найкраща жіноча роль — Ірина Купченко, «Училка»
- Найкраща чоловіча роль другого плану — Михайло Єфремов, «Про любов»
- Найкраща жіноча роль другого плану — Інна Чурикова, «Країна ОЗ»
- Найкраща режисерська робота — Станіслав Говорухін, «Кінець прекрасної епохи»
- Найкраща сценарна робота — Олександр Міндадзе «Милий Ханс, дорогий Петро»
- Найкраща операторська робота — Геннадій Карюк «Кінець прекрасної епохи»
- Найкраща музика до фільму — Петро Тодоровський і Олексій Айгі, «В далекому сорок п'ятому... Зустрічі на Ельбі»
- Найкраща робота звукорежисера — Максим Бєловолов, «Орлеан»
- Найкраща робота художника — Валентин Гідулянов, «Кінець прекрасної епохи»
- Найкраща робота Робота художника по костюмах — Ольга Гусак, «Ангели революції»
- Найкращий анімаційний фільм — (реж. Катерина Соколова) «Вовк Вася»
- Найкращий неігровий фільм — «Валентина Кропивницька: У пошуках втраченого раю» (реж. Євген Цимбал)
- Найкращий фільм країн СНД і Балтії — «Небесне кочовище» (реж. Мірлан Абдикаликов)
- Відкриття року — Іван Колесников (чоловіча роль), «Кінець прекрасної епохи»
- Лауреат премії в номінації «Честь і гідність» імені Ельдара Рязанова — Аліса Фрейндліх
- Спеціальний приз Ради Академії «За видатний внесок у вітчизняний кінематограф» імені Олексія Германа-старшого — Віталій Мельников
- Спеціальний приз Ради Академії «За внесок в кінематографічні науки, критику і освіту» — Данило Дондурей
- Спеціальний приз Ради Академії «За досягнення в телевізійному кінематографі» за 2015 рік — фільм «Одного разу в Ростові», режисер Костянтин Худяков